# Zwierzyn (Choszczno)
Zwierzyn (deutsch Schwerinsfeld) ist ein Dorf in der Gmina Choszczno der polnischen Woiwodschaft Westpommern.
Zwierzyn liegt in der Neumark,  etwa acht Kilometer südlich der Stadt Choszczno (Arnswalde) und 65 Kilometer südöstlich von Stettin. Zwischen 1975 und 1998 wurde die Gemeinde der einstigen Woiwodschaft Gorzów subsumiert. Im Jahre 2007 lebten in der Ortschaft zirka 207 Einwohner. 